# Freie Pistole
Der Begriff Freie Pistole ist einerseits die traditionelle Bezeichnung der Schießsportdisziplin „50-m-Pistole“, die vom Deutschen Schützenbund (DSB) und der International Shooting Sport Federation (ISSF) betrieben wird, und bezeichnet andererseits das dabei verwendete Sportgerät. Die Disziplin war bis 2016 olympisch.

## Die Waffe
Die wichtigsten Reglementierungen, die die Sportordnung des DSB für die freie Pistole gibt, sind u. a.:
- Die Waffen müssen Munition des Kalibers .22 lfB (Kleinkaliber) verschießen.
- Es sind nur offene Visierungen gestattet, also keinerlei optische (oder sonstige) vergrößernde Hilfsmittel.
- Das Handgelenk der Schusshand muss frei beweglich bleiben. (Die Pistole muss mit einer Hand gehalten werden.)
- Der Schuss muss mit der Schusshand ausgelöst werden.
- Das Abzugsgewicht der Waffe ist beliebig und darf mit bloßer Hand verstellbar sein.
- Mehrlader müssen als Einzellader betrieben werden.

Freie Pistolen sind von beschränkenden Regeln, die das Abzugsgewicht, Waffengewicht und Abmessungen betreffen, praktisch befreit – daher der Name „Freie Pistole“. Typisch für die freie Pistole sind ein sehr niedriges Abzugsgewicht und ein sorgfältig an die individuelle Hand angepasster, „orthopädischer“ Griff, der die ganze Hand (nicht aber das Handgelenk!) umschließt, um das „Verwackeln“ beim Abziehen zu vermindern, sowie ein sehr langer Abstand zwischen Kimme und Korn, was das exakte Zielen begünstigt.
Durch den meist sehr langen (ca. 30 cm) Lauf, den die Hand umschließenden Griff und das Fehlen eines Magazins ergibt sich meist ein eher ungewöhnliches Aussehen.
Einige Hersteller von freien Pistolen setzen auf elektronische Abzugsmechanismen, bei denen die herkömmliche Mechanik (Stecher) durch einen elektrischen Impuls ersetzt wird.
Der wohl bekannteste Hersteller von Freien Pistolen ist die russische Ischmech, die unter dem Markennamen „Baikal“ die Pistole TOZ 35 fertigte. Andere Firmen wie Pardini, Morini, Hämmerli und bis 2003 Steyr sind ebenfalls namhafte Hersteller von qualitativ sehr hochwertigen Sportwaffen.

## Die Sportart
Die Sportart der „freien Pistole“ wird in Sportschützenkreisen als eine Königsdisziplin bezeichnet, u. a. weil sie schon wegen der langen Wettkampfdauer von zwei Stunden so dauerhaft Konzentration verlangt wie keine andere. Und wohl auch, weil vom Ziel auf die Entfernung nur ein schwarzer Punkt knapp zu erkennen ist, wobei dieser schwarze Punkt (mit 20 cm Durchmesser) noch in Wertungsringe von nur sieben bis maximal zehn Ringen unterteilt ist.
Die Disziplin wird auf eine Entfernung von 50 m geschossen. Die Zielscheiben sind die gleichen wie sie bei 25-m-Wettbewerben benutzt werden (Durchmesser der „10“ 50 mm, Durchmesser der „1“ 500 mm). Das reguläre Wettkampfprogramm besteht aus 60 Schuss in 105 Minuten. (Vorher beliebig viele Probeschüsse in 15 Minuten.) Bei internationalen Wettkämpfen werden auf jede (Papier-)Scheibe 5 Schuss abgegeben, danach wird die Scheibe gewechselt. In den letzten Jahren sind allerdings bei den hochrangigen Wettkämpfen (z. B. Deutsche Meisterschaft) elektronische Ziele Standard geworden, bei denen das Wechseln entfällt; dann reduziert sich die Wettkampfzeit um 15 Minuten. Bei Wettkämpfen auf niedrigerer Ebene (z. B. Gau, Kreis, Bezirk) werden mitunter 10 statt 5 Schuss pro Scheibe abgegeben und auch „kleine“ Programme (z. B. 30 Schuss in 60 Minuten) abgehalten.
Den bis 2014 gültigen Weltrekord von 581 Ringen (von 600 möglichen) stellte der sowjetische Sportschütze Alexander Melentjew bei den Olympischen Sommerspielen 1980 in Moskau auf.
Der Südkoreaner Jin Jong-oh löste am 9. September 2014, also nach 34 Jahren bei der WM in Granada den Weltrekord mit der Freien Pistole aus dem Jahr 1980 ab. Er erzielte 583 Ringe.
Bereits 1979 stellte Harald Vollmar mit 581 Ringen den aktuellen deutschen Rekord auf, der aber, weil er nicht bei einem internationalen Wettkampf erzielt wurde, nicht als Weltrekord zählte.
Seit 2018 wird vom Deutschen Schützenbund für Schützen ab 51 Jahren die Wettkampf-Disziplin „50m Pistole Auflage“ mit 30 Schuss in 55 bzw. 50 min (elektronische Ziele) angeboten.
Zu den Olympischen Spielen 2016 in Rio war die Disziplin vorerst letztmals im olympischen Programm.